# Mona Nilsen
Mona Nilsen (nascida a 17 de setembro de 1973) é uma política norueguesa.
Ela foi eleita representante no Storting pelo círculo eleitoral de Nordland para o período 2021-2025, pelo Partido Trabalhista.